# École des cadets

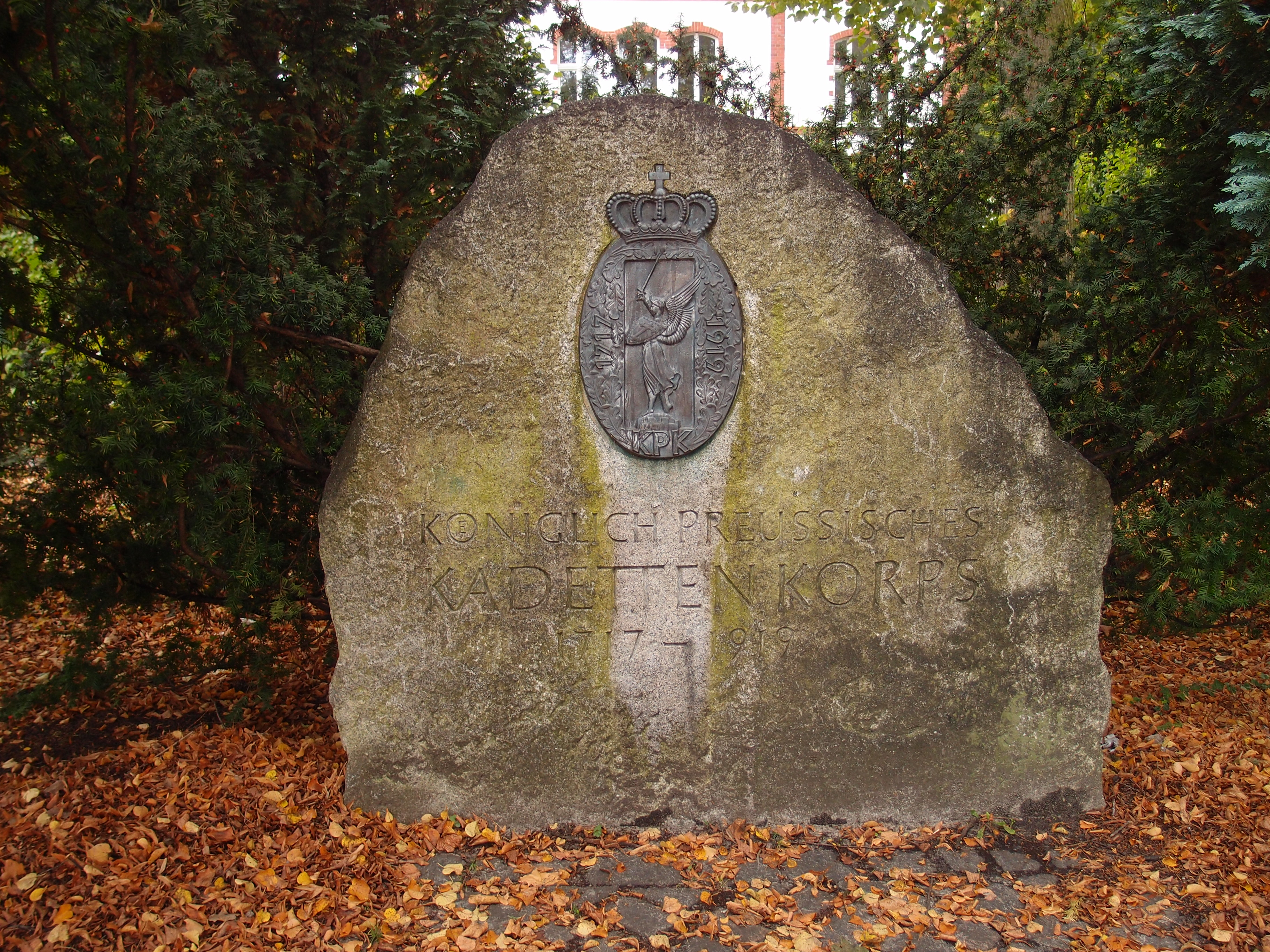
Pierre commémorative du Corps royal prussien des cadets à Berlin

L'école des cadets est une école supérieure qui sert généralement à se préparer à une carrière militaire ou est bénéfique pour une future carrière militaire.
Les premières écoles de cadets voient le jour vers la fin du XVIIe siècle y compris en France, où certains jeunes nobles sont rassemblés comme officiers en tant qu'élèves-officiers dans des compagnies afin de recevoir une éducation et une formation adaptées à leur future profession.

## Royaume de Prusse

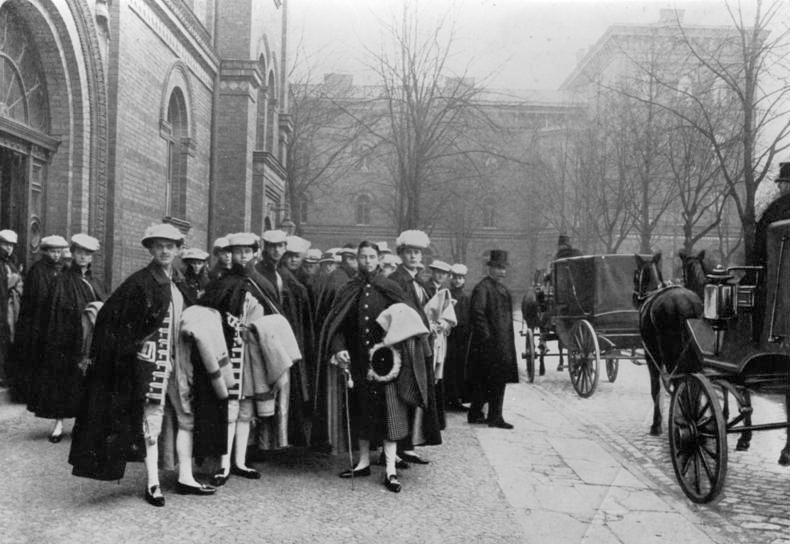
Cadets habillés pour le service de page à Lichterfelde (1900)

Le Grand Électeur fonde le corps des cadets avec les institutions de Kolberg, Berlin et Magdebourg. La première promotion du corps des cadets est à Kolberg et se compose de 60 à 70 cadets, qui sont transférés au Corps royal prussien des cadets à Berlin en 1716 et est porté à 110. L'institution berlinoise est fondée par le roi Frédéric-Guillaume Ier comme "école maternelle" pour le corps des officiers prussiens. À partir de 1717, ce corps a sa propre maison des cadets à Berlin dans un bâtiment plus ancien sur le mur de la forteresse. En 1719, les cadets de Magdebourg sont également transférés à Berlin, et le corps des cadets de Berlin se compose maintenant de 150 cadets. En 1776, la maison des cadets de Berlin est reconstruite au Neue Friedrichstrasse 13 en face du lycée berlinois du monastère franciscain. Après le 1er mars 1790, l'Institut Page est incorporé au Corps des cadets de Berlin, il y a 252 cadets. À partir de 1878, le principal institut des cadets résidait dans de nouveaux et grands bâtiments à Groß-Lichterfelde près de Berlin.
D'autres écoles de cadets sont fondées à Stolp (1769), Culm (1776) et Kalisch (1793). L'institut des cadets de Stolp fondé par Frédéric le Grand est initialement conçu pour 48 cadets et est agrandi en 1778 jusqu'à 96 cadets, qui sont répartis dans six classes. La maison des cadets de Culm est initialement conçue pour 60 cadets et est agrandie à 100 cadets en 1787 avec un permis du roi Frédéric-Guillaume II. En 1793, 260 cadets sont instruits à Berlin, 40 cadets à Potsdam, 96 cadets à Stolp et 100 cadets chacun à Culm et Kalisch. Dans la paix de Tilsit, Culm et Kalisch sont cédés, le corps des cadets de Stolp est dissous en 1811 et déplacé à Potsdam. Après la fin des guerres napoléoniennes, le corps de Culm est reconstruit avant que l'institution ne soit transférée à Köslin en 1890.
En 1902, le corps des cadets prussien se compose de huit maisons de cadets et du principal institut des cadets.
L'inscription peut avoir lieu après avoir atteint l'âge de huit ans avec le commandement du corps de cadets; la personne à admettre doit avoir atteint l'âge de dix ans et ne pas avoir dépassé l'âge de quinze ans. Au début du XXe siècle, La contribution à l'éducation est de 900 marks par an (à peu près équivalent au salaire d'un lieutenant), ce montant peut être réduit à 10 % seulement, selon la situation financière des parents. Les étrangers payent 2000 marks.

### Maisons des cadets

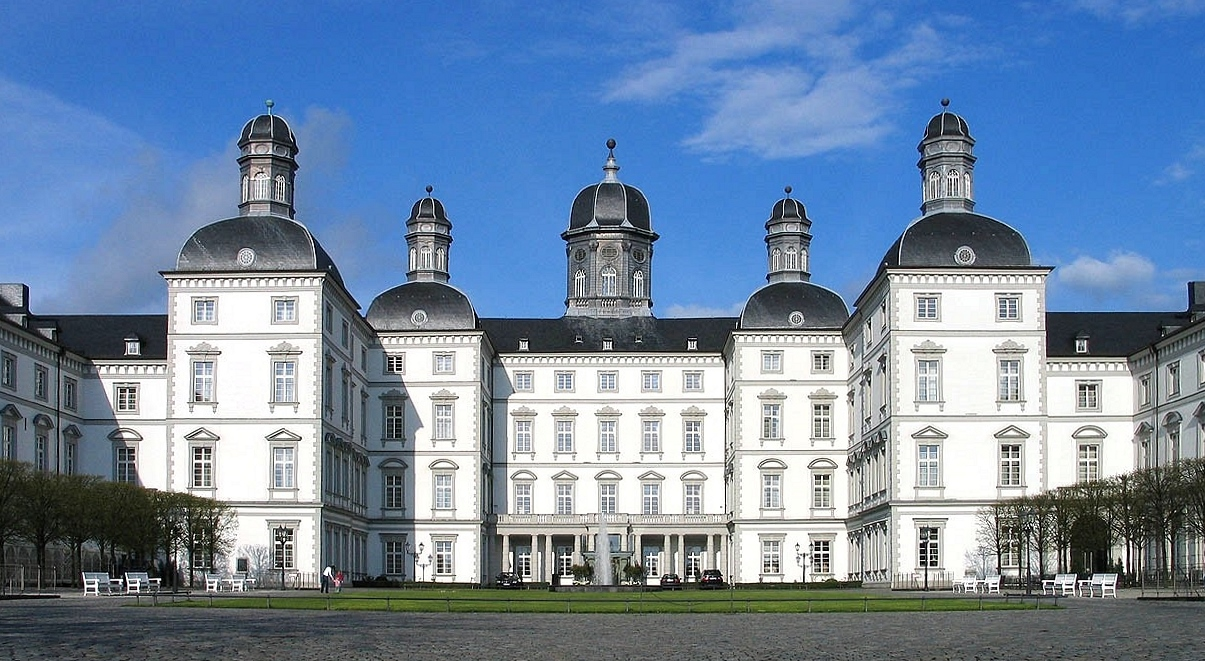
Ancienne maison des cadets au château de Bensberg

Le corps est finalement divisé en huit corps préliminaires (Kadettenvoranstalten, plus tard appelés maisons des cadets) de deux compagnies chacune à Plön (depuis 1868), Köslin (1890), Potsdam (depuis 1801), Bensberg (depuis 1840), Naumburg (Saale) (depuis 1900), Wahlstatt (depuis 1838), Oranienstein (de) (depuis 1867), Karlsruhe (depuis 1892) et l'institut principal des cadets (HKA) à Groß-Lichterfelde (depuis 1878) avec dix compagnies.

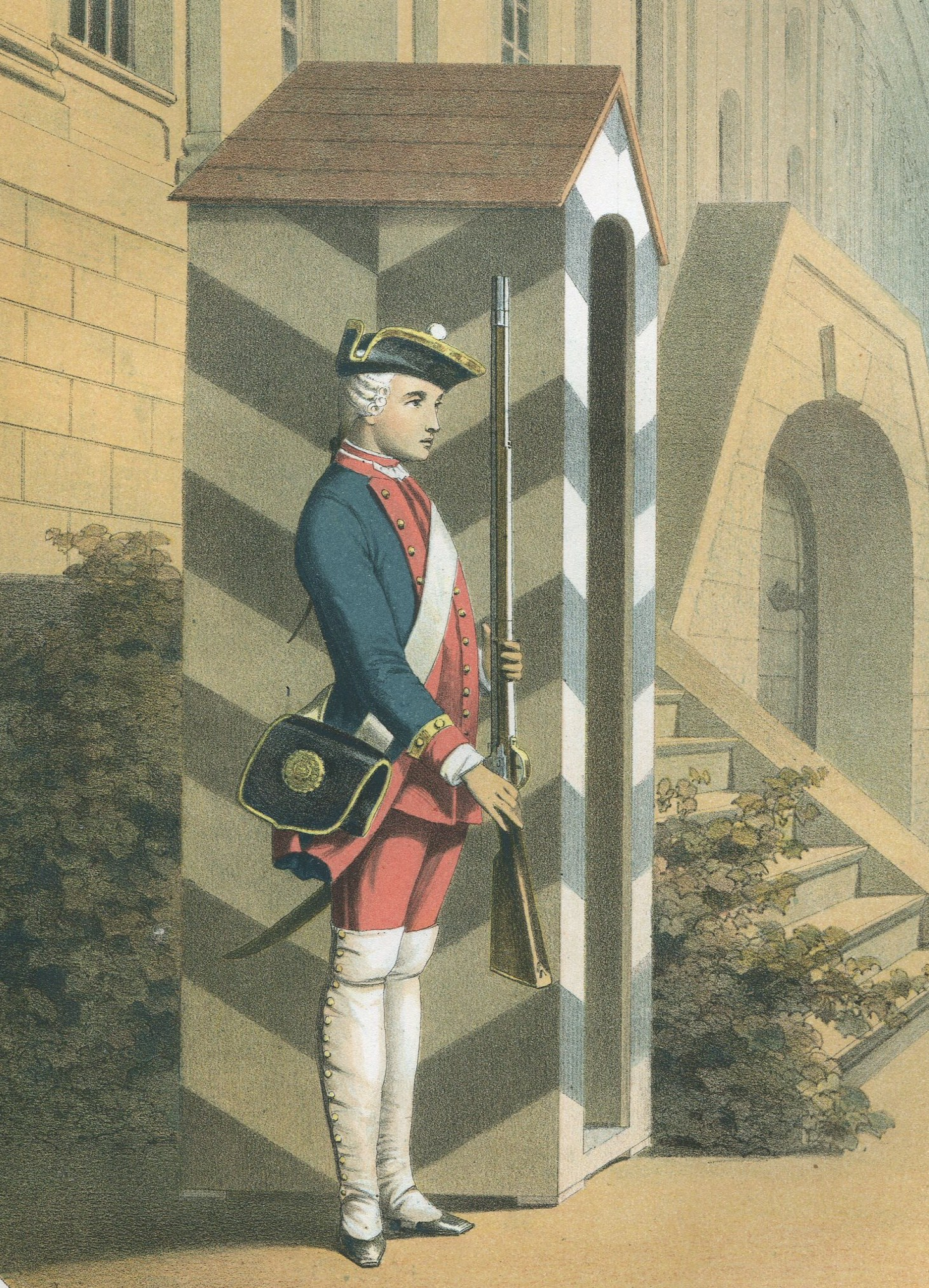
Cadet de Berlin en 1717

En 1902, les maisons des cadets comprennent les classes de la sixième à la sous-tertie et compte environ 150 à 240 cadets, l'institut principal des cadets comprend les classes du secondaire inférieur au primaire supérieur ainsi que le » Sélékta « (Niveau avancé). Le programme d'études correspond à peu près à celui du Realgymnasium, avec le latin dès les 6e, le français dès la 4e et l'anglais à la sous-tertie.
Le seul corps avancé en territoire non prussien est à Karlsruhe. Il est fondé par un accord entre la Prusse et les États allemands du sud  (à l'exception de la Bavière). La Bavière et la Saxe ont leurs propres instituts de cadets, tout comme l'Autriche en dehors de l'empire. L'académie des chevaliers de Liegnitz (Silésie) et de la cathédrale de Brandebourg ont un rêle similaire mais sont semi-privés.
La cohorte la plus ancienne dans chaque maison des cadets est transférée à l'institut principal des cadets au début de la nouvelle année scolaire (le 1er avril).

### Corps des cadets
Depuis le travail de réforme du général Ernst von Rüchel (1754-1823), le corps des cadets est subordonné à l'inspecteur de l'enseignement et de la formation militaires. Des officiers actifs servent comme "éducateurs". La formation militaire est limitée au service d'infanterie. Le cadet peut être admis à l'examen d'enseigne après avoir terminé le deuxième cycle du secondaire et est entré dans l'armée immédiatement après avoir réussi l'examen. Le Primaner doit également servir d'enseigne pendant un an après avoir obtenu son diplôme d'études secondaires, mais est pré-breveté pendant deux ans lorsqu'il est nommé officier. Avant d'être nommé lieutenant, l'enseigne doit terminer avec succès l'école de guerre. Des élèves-officiers particulièrement compétents peuvent être admis dans la Sélékta au lieu de l’année du pavillon; cela remplace l'école de guerre et est considéré comme un temps de préparation pour l'académie de guerre et l'état-major. La Selekta se termine par un examen d'officier avant de rejoindre les troupes en tant que lieutenant.
Avant même les réformes militaires prussiennes initiées par Gerhard von Scharnhorst, August Neidhardt von Gneisenau et Hermann von Boyen, l'inspecteur général von Rüchel a suggéré d'importantes mesures de réorganisation, qui, cependant, ne sont mises en œuvre que par le commandant en cadet Johann Georg Emil von Brause après les guerres napoléoniennes. Brause forme l'institution de forage, de garde et d'approvisionnement, menacée de fermeture, en un institut éducatif engagé dans l'idée d'humanisme. Cette réorganisation renforce le caractère des établissements d'enseignement militaire en tant que bastion de la classe noble.

## Saxe

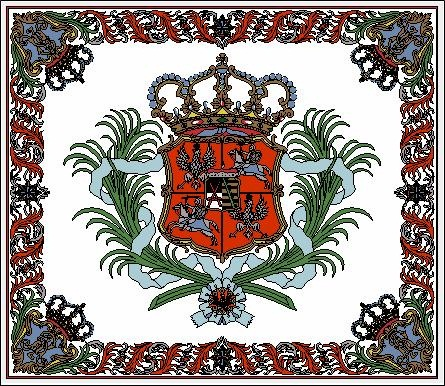
Corps de cadets de Saxe standard 1747–1865

Le corps de cadets de l'armée saxonne à Dresde est issu d'une compagnie de cadets créée en 1725. Après avoir terminé un cours de formation en six classes, ses élèves passent l'examen d'enseigne devant la Commission d'examen militaire supérieur prussien, qui s'est rendue à Dresde à cet effet.
Le comte August Christoph von Wackerbarth (de) pose la première pierre de l'établissement d'enseignement militaire de Dresde. À partir de 1822, Karl von Gersdorff (de) fait de l'institut une école modèle.

## Bavière
Le corps des cadets de l'armée bavaroise à Munich est fondé en 1755 et placé en 1868 sur un pied d'égalité avec les écoles secondaires.

## Royaume de Wurtemberg
L'institut de formation des officiers du Wurtemberg fondé à Louisbourg en 1820, appelé École générale de guerre à partir de 1852, se compose d'une école de cadets et d'une école militaire portepeef. L'école des cadets accepte des candidats officiers de 15 ans, leur fourni une éducation scolaire analogue au Realgymnasium et une éducation militaire appropriée à leur âge, et les libères après deux ans et demi avec l'examen scientifique pour devenir porteurs . Après six mois supplémentaires de service pratique dans un régiment, l'élève-officier est ensuite envoyé à la Portepeefähnrichsschule comme enseigne portepeef, où il reçoit une formation militaire en tant qu'officier et, après un an, réussi l'examen d'officier et est ensuite nommé. lieutenant. 
À la suite de la convention militaire du 21-25 novembre 1870, le royaume de Wurtemberg ferme sa Portepeefähnrichsschule et les candidats officiers du Wurtemberg, y compris les diplômés de l'école des cadets, étudient dans les écoles de guerre prussiennes à partir de 1871 et passent leurs examens d'officiers devant la Commission supérieure d'examen militaire à Berlin. À la fin mai 1874, le Wurtemberg ferme également son école de cadets et les candidats officiers du Wurtemberg furent alors acceptés dans le corps des cadets prussiens.

## Empire allemand
Après la fondation de l'Empire allemand, la Maison des cadets de Berlin, «Central-Kadettenanstalt» depuis 1859, est également ouverte aux autres États fédéraux. En 1873, la première pierre d'un nouveau complexe de bâtiments plus grand est posée à Groß-Lichterfelde et est inauguré le 14 août 1878 et devient en quelques années dans le centre de formation de l'élite militaire centrale de l'Empire. Le terme «Lichterfelde» devient synonyme de formation d'élite dans le jargon militaire (Peter Murr, Derrière les murs rouges de Lichterfelde, Amalthea Verlag 1933). Les instituts de cadets prussiens propagent l'idéal des Spartiates en ce qui concerne les rigueurs de l'instruction; L'Allemagne national-socialiste s'inspire de cela lorsque les Napolas sont fondés. En outre, les instituts de cadets continuent d'exister dans les provinces prussiennes et dans certains autres sous-États et conduit la progéniture des officiers à Lichterfelde s'ils sont particulièrement adaptés. La Hauptkadettenanstalt est était l'une des meilleures écoles militaires du monde.
En raison de la qualité de la formation que les puissances victorieuses de la Première Guerre mondiale perçoivent comme un danger, l'Empire allemand, contrairement à l'Autriche, est contraint dans le Traité de paix de Versailles de fermer Lichterfelde et les institutions régionales de cadets subordonnées. Le principal institut des cadets est dissous le 20 mars 1920 avec un dernier appel nominal. Une rue de la colonie de villas est rebaptisée Kadettenweg et une pierre commémorative est érigée pour le corps des cadets. Les bâtiments de Lichterfelde sont d'abord été pour une école pédagogique de réforme et à partir de 1933, ils sont convertis en casernes pour le " Leibstandarte SS Adolf Hitler ", qui profite de la réputation de l'emplacement historique. La plupart des institutions régionales des cadets sont ensuite utilisées comme casernes ou écoles. À l'époque de la division allemande, l'ancien principal institut des cadets de Lichterfelde abrite des installations militaires américaines; aujourd'hui, des parties des Archives fédérales sont hébergées dans les bâtiments.

## RDA

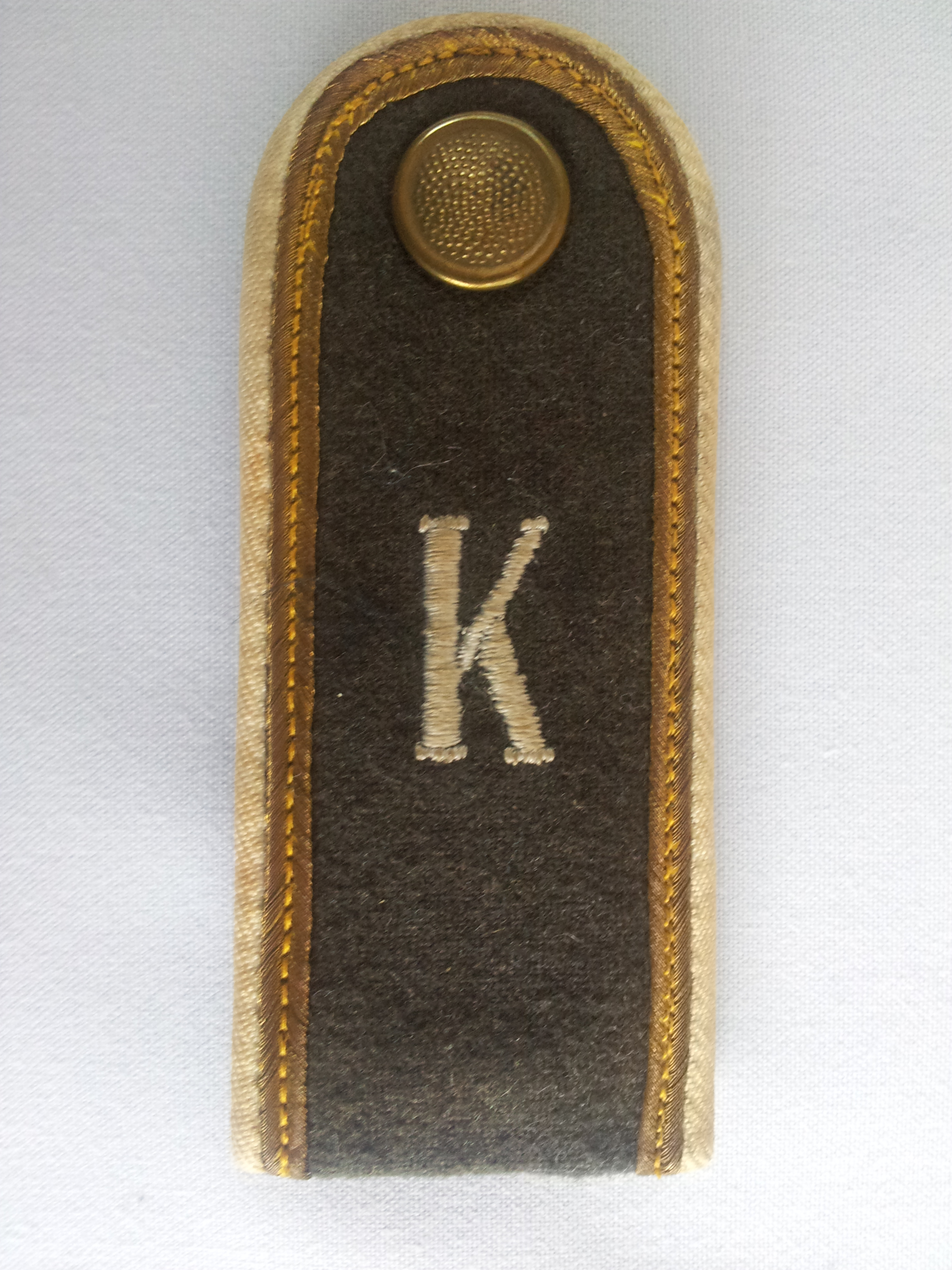
Épaulière d'élève cadet de la RDA

En RDA, l'institut des cadets de Naumbourg de la NVA existe de 1956 à 1960 comme seule installation de ce type, dans le complexe de bâtiments de l'ancien Napola et de l'ancien institut royal des cadets de Prusse. L'école commence pour les garçons de 12 ans et plus. Au départ, 211 élèves-officiers de la 6e à la 9e année sont admis dans deux compagnies de quatre pelotons chacun suivent quatre heures de formation militaire ou pré-militaire en plus des études secondaires jusqu'au diplôme d'études secondaires. Environ 50 élèves cadets sont acceptés dans deux classes par an. L'école est gratuite, à l'instar du lycée civil de la RDA. Des groupes de travail militaires sont proposés parallèlement aux cours. La partie militaire de la formation se termine chaque année par des camps d'été et d'hiver.
L'école poursuit l'objectif politique de préparer les enfants de la classe ouvrière et de la paysannerie à une éventuelle carrière de soldat professionnel dans les organes armés de la RDA.
Dès 1958, cependant, une enquête montre que moins de 10 % des étudiants respectent les directives politiques et la majorité des diplômés du secondaire préfèrent un cours civil - il y a également plusieurs suicides parmi les étudiants. L'école des cadets de Naumbourg est fermée par décision du Politburo du SED. En juin 1961, les derniers étudiants passent leur Abitur.

### Étudiants éminents
- Thomas Brasch[7], fils du fonctionnaire SED Horst Brasch (de), plus tard écrivain et cinéaste
- Lothar Engelhardt (de), plus tard général de division et dernier chef de la NVA

### Après 1961
Après 1961, le collège de Naumbourg est un établissement d'enseignement NVA, où les soldats professionnels peuvent obtenir le certificat de fin d'études secondaires.
Au milieu des années 1960, l'école est utilisée comme faculté préparatoire pour préparer des études universitaires à l'académie militaire Friedrich-Engels (de) et comme institut de formation en langues étrangères pour la NVA pour une formation linguistique préparatoire aux études dans un collège militaire soviétique. Des cours de langue en russe, anglais et français jusqu'au test de compétence linguistique (SLP) 3/3/3/3 sont proposés aux soldats de la NVA, mais aussi des cours d'allemand pour les soldats des forces armées étrangères en préparation pour étudier dans l'un des collèges d'officiers en RDA.

### Après 1990
L'ancienne école des cadets est une branche de l'Office fédéral des langues depuis 1990 et, depuis 1992, le Collège des forces armées fédérales prépare les soldats temporaires à reprendre une profession civile à la fin de leur vie de service.
La langue vernaculaire fait référence à cette zone, qui est maintenant un bâtiment classé, comme la Kadette.

## Autriche
En Autriche, il est courant d'étudier dans des instituts dits de cadets, qui offrent de bonnes conditions pour se préparer à une formation complémentaire dans une académie militaire.

## Belgique
L'École Royale des Cadets (ERC) (en néerlandais : Koninklijke Cadettenschool) était un institut de formation de l'armée belge. Bien qu'il existait déjà une compagnie des Enfants de Troupe et une école associée, l'école Royale des Cadets a été fondée en 1897. Jusqu'en 1991, l'école dispensait une formation générale et académique du niveau de l'enseignement secondaire dans une sphère militaire en vue de préparer les examens d'entrée à l'École Royale Militaire (Belgique). Bien que l’enseignement y soit organisé par l'armée, les diplômes étaient reconnus par le Ministère de l'Éducation. L'ancien bâtiment de l'école à Laeken, abrite aujourd'hui École européenne de Bruxelles IV.

## Suisse
En Suisse, contrairement à l'Allemagne et à l'Autriche, il n'y a jamais eu d'institutions de cadets, de maisons de cadets ou de pensionnats de cadets pour la formation de futurs officiers. En Suisse au XIXe siècle avec la restriction du travail des enfants ainsi qu'avec l'introduction de la scolarité obligatoire et en partie simultanément avec la promulgation des lois d'usine correspondantes,  des Corps de cadets sont créées dans les collèges et lycées pour préparer l'école de recrutement, qui s'est poursuivie jusqu'au milieu du XXe siècle,.
Les clubs de cadets qui existent aujourd'hui en Suisse proposent différents types de sport comme programme de loisirs et ne dispensent pas de formation militaire. Ces associations de cadets sont regroupées au sein de l'Association suisse des cadets. Les services des cadets de la circulation, dont les premiers sont issus des cercles des cadets conventionnels, offrent des services de contrôle de la circulation et sont représentés par l'Association suisse des cadets de la circulation.
Les fondateurs du premier corps de cadets, issus des milieux libéraux, ont l'intention de soutenir les capacités défensives de l'État fédéral suisse fondé par les libéraux en 1848 par une formation et une éducation physique appropriées des recrues potentielles et en même temps d'intégrer les jeunes. les gens en tant que citoyens actifs dans la société,. Le pédagogue et réformateur social suisse Johann Heinrich Pestalozzi dirige un corps de cadets dans son pensionnat d'Yverdon jusqu'à sa dissolution en 1825. Le système des cadets trouve sa place dans le public suisse au XIXe siècle et gagne un large soutien à la suite des nombreux conflits armés dans les pays voisins , en particulier en raison de la guerre de Sardaigne de 1859 avec les batailles sanglantes de Magenta et Solferino près de la Suisse, qui pousse Henry Dunant à fonder le Croix-Rouge, et la guerre franco-prussienne de 1870/1871 avec le transfert de l'armée de Bourbaki en Suisse, qui révèle les faiblesses de l'ordre militaire suisse. En conséquence, le corps de cadets et les blocs d'enseignement correspondants sont devenues partie intégrante du programme des écoles secondaires et autres écoles secondaires au XIXe siècle. Il n’est pas prouvé que, comme d’autres organisations de jeunesse, le corps de cadets de l’époque sert également à fournir des services auxiliaires pendant la Seconde Guerre mondiale.

## Autres pays

### Japon
Dans l'empire du Japon, l'école des officiers de l'armée est appelé Institut principal des cadets (Rikugun Shikan Gakkō) et les six instituts régionaux des cadets (Rikugun Yōnen Gakkō).

### Lituanie
En Lituanie, il y a l'école des cadets Général Povilas Plechavičius, une école secondaire générale, à Kaunas.

### Russie

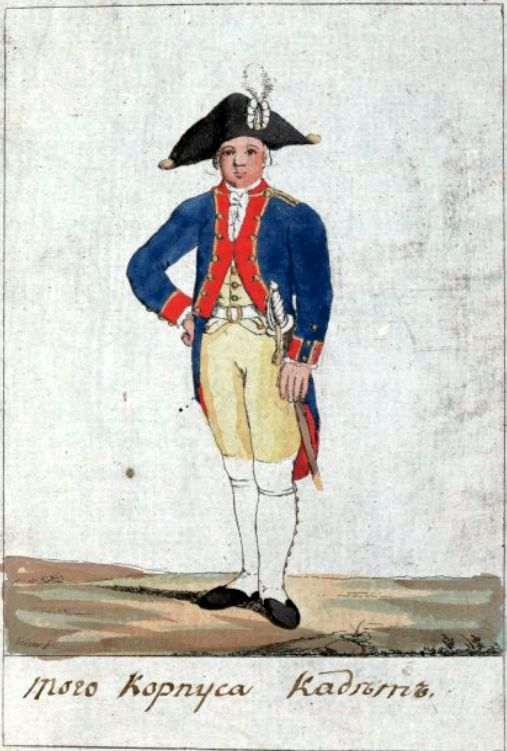
Cadet russe, en uniforme de l'armée du corps de cadets Schlachtschitzen (1793)

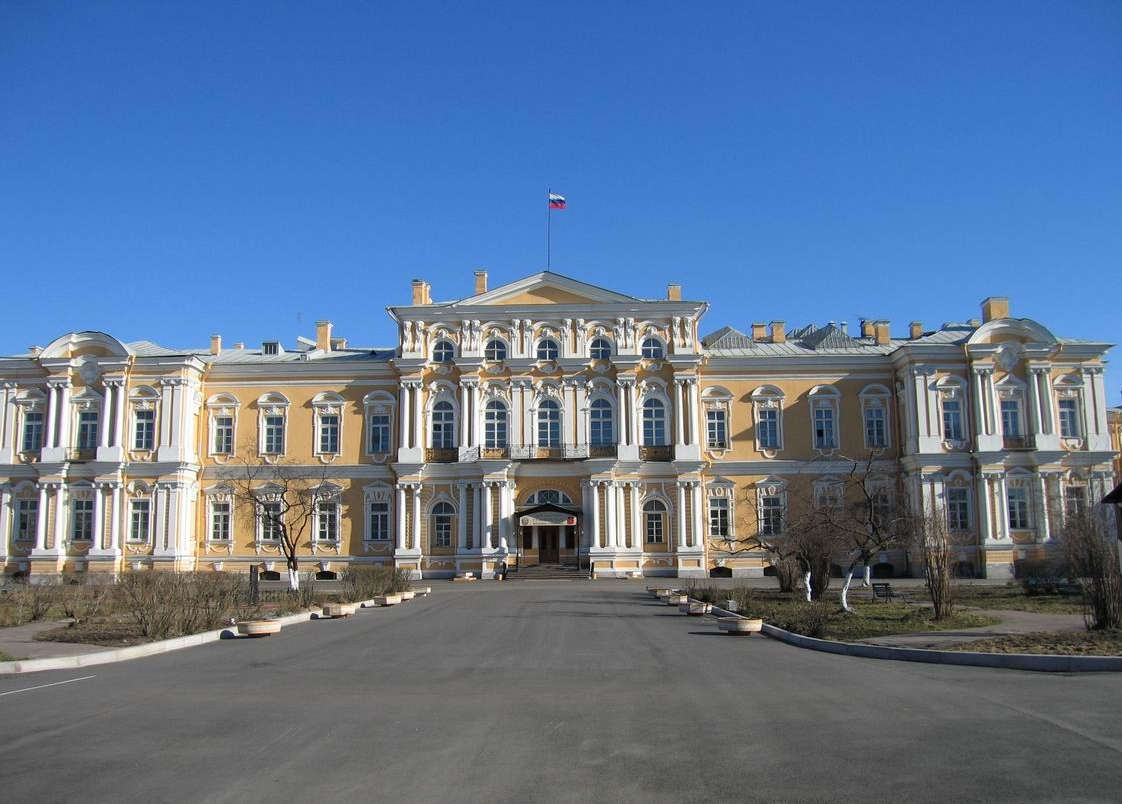
École des cadets Souvorov dans le palais Vorontsov du XVIIIe siècle, rue Sadovaya, Saint-Pétersbourg

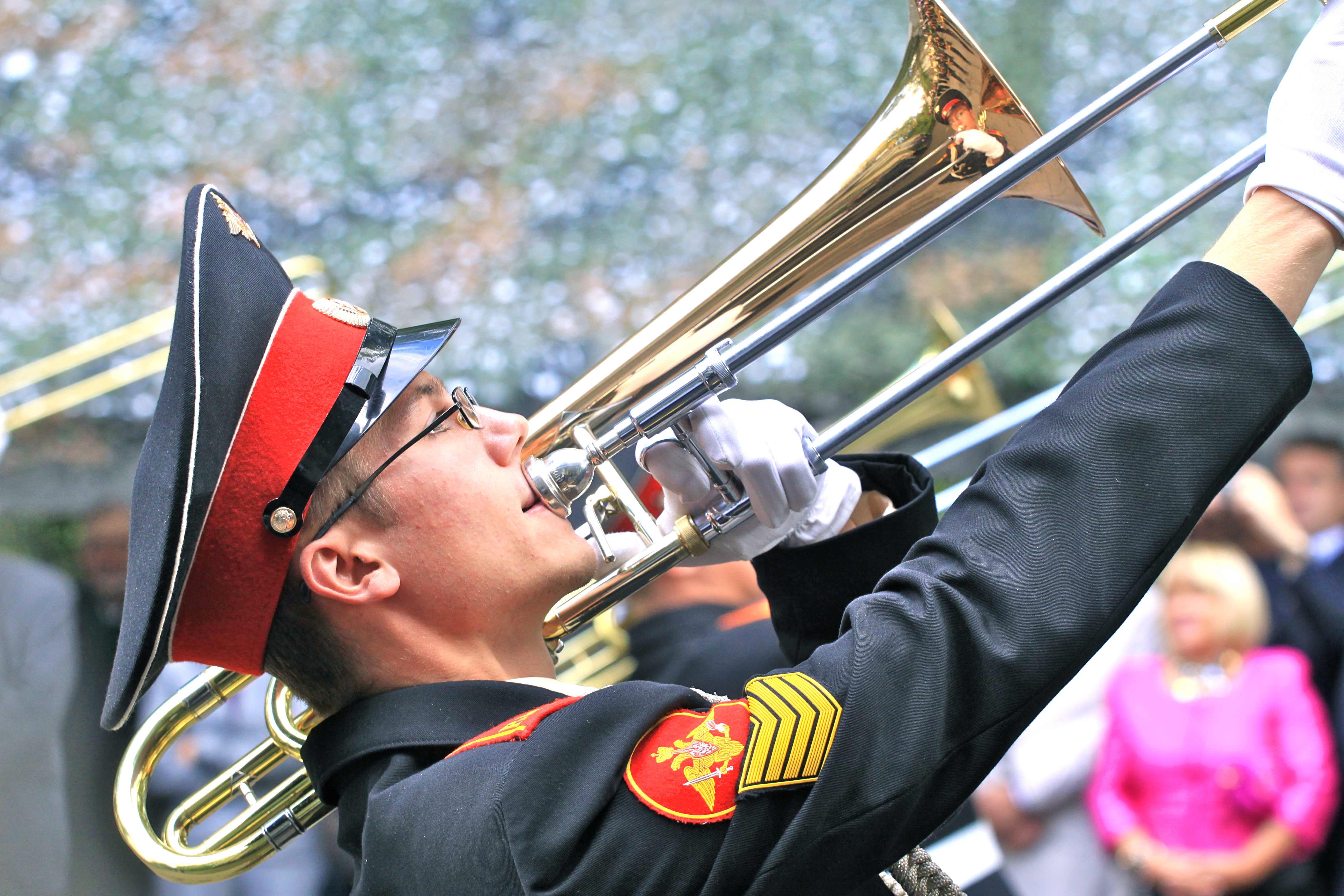
Cadet russe Souvorov à Berlin (2010)

Dans l'Empire russe, les écoles de cadets sont largement répandues depuis le XVIIIe siècle pour la formation des officiers subalternes. Lorsque l'Union soviétique est fondée, huit écoles de cadets sont conservées et converties en écoles de cadets de Souvorov.
En Russie, il existe encore aujourd'hui plus de 25 écoles de cadets pour les garçons de la 5e au lycée, en vue d'une éventuelle future carrière militaire.

### Général
- Louis Burgener: Kadetten in der Schweiz, 1986. In: Allgemeine schweizerische Militärzeitschrift. 152, 1986, Beiheft Nr. 10,  (ISSN 0002-5925), S. 1–8.
- Adolf Friedrich Johannes von Crousaz: Geschichte des Königlich Preussischen Kadetten-Corps. Nach seiner Entstehung, seinem Entwickelungsgange und seinen Resultaten in der Google-Buchsuche. Schindler, Berlin 1857.
- Horst Erlich: Die Kadettenanstalten. Strukturen und Ausgestaltung militärischer Pädagogik im Kurfürstentum Bayern im späteren 18. Jahrhundert. (= Geschichtswissenschaften. 17). Herbert Utz Verlag, München 2007,  (ISBN 978-3-8316-0677-1). (Zugleich: München, Univ., Diss., 2006)
- 50 Jahre Eidgenössischer Kadettenverband. Jubiläumsschrift. (= 50 ans Association fédérale des corps de cadets. Plaquette commémorative. 1936–1956). Eidgenösser Kadettenverband, Murten 1986.
- Olaf Jessen: „Preußens Napoleon“? Ernst von Rüchel. (1754–1823). Krieg im Zeitalter der Vernunft. Schöningh, Paderborn u. a. 2007,  (ISBN 978-3-506-75699-2). (Zugleich: Potsdam, Univ., Diss., 2004)
- Klaus Johann: Grenze und Halt. Der Einzelne im „Haus der Regeln“. Zur deutschsprachigen Internatsliteratur. Universitätsverlag Winter, Heidelberg 2003,  (ISBN 3-8253-1599-1), S. 217–249. (= Beiträge zur neueren Literaturgeschichte. 201). (Zugleich: Münster, Univ., Diss., 2002), (Kapitel „Zum historischen und zum literarhistorischen Kontext: Die Kadettenanstalten und die Kadettenliteratur — Verklärung und Anklage“).
- Peter Joachim Lapp: Schüler in Uniform. Die Kadetten der Nationalen Volksarmee. Helios Verlag, Aachen 2009,  (ISBN 978-3-86933-003-7).
- Reichsbund ehemaliger Kadetten (Hrsg.): Ernstes und Heiteres aus dem Kadettenleben zu Groß-Lichterfelde. Ein Buch der Erinnerung an das Kadettenkorps. Verlag Stalling, Oldenburg 1921.
- von Scharfenort (Bearb.): Das Königlich Preußische Kadettenkorps 1839–1892. Mittler und Sohn, Berlin 1892.
- Klaus Schwirkmann: Königlich-Preußische Kadettenanstalt Karlsruhe. Aus der Geschichte der heutigen Dienstgebäude der Oberfinanzdirektion Karlsruhe an der Moltkestraße. Land Baden-Württemberg (Oberfinanzdirektion Karlsruhe), Karlsruhe 1977.

### Fiction, autobiographie
- Robert Musil: Die Verwirrungen des Zöglings Törleß. Roman (1906). Rowohlt, Reinbek 2006,  (ISBN 3-499-23924-8).
- Leopold von Wiese: Kadettenjahre, eingef. von Hartmut von Hentig, Ebenhausen bei München: Langewiesche-Brandt 1978 (Neuausg. der autobiografischen Jugendschrift)
- Ernst von Salomon: Die Kadetten. Roman (1933). Rowohlt, Reinbek 1979,  (ISBN 3-499-10214-5).